# Aix-Noulette
 Aix-Noulette  es una población y comuna francesa, situada en la región de Norte-Paso de Calais, departamento de Paso de Calais, en el distrito de Lens y cantón de Sains-en-Gohelle.

## Demografía
| 2683 | 2660 | 3358 | 3093 | 3661 | 3836 |
| Para los censos de 1962 a 1999 la población legal corresponde a la población sin duplicidades (Fuente: INSEE [Consultar]) |      |      |      |      |      |